# Gustav Seyffarth
Gustav Seyffarth, född den 13 juli 1796 i Uebigau, Kurfurstendömet Sachsen, död den 17 november 1885 i New York, var en tysk arkeolog och egyptolog, son till teologen Traugott August Seyffarth.
Seyffarth blev extra ordinarie professor i filosofi vid universitetet i Leipzig, bereste 1826–1829 Italien, Sydtyskland, Holland, Frankrike och England, överallt flitigt studerande, vad han kunde finna av egyptiska fornsaker. År 1829 blev han professor i arkeologi i Leipzig, en post, som han 1854 plötsligt lämnade för att utvandra till Amerika. Här blev han snart professor i kyrkohistoria och arkeologi vid Concordia College i Saint Louis, men 1859 drog han sig tillbaka till privatlivet och levde därefter sina 26 sista levnadsår i New York.
Seyffarth kände sig inte tillfreds med Champollions läsning av hieroglyfskriften, som han ända till sin sista tid ansåg för felaktig. Han framlade däremot själv ett helt annat dechiffreringssystem, vilket han för övrigt mer än en gång avsevärt modifierade. Seyffarth gav sig särskilt i kast med inskrifter, som enligt hans tolkning innehöll resultat av astronomiska iakttagelser. Därefter beräknade han tiden för det aktuella minnesmärkets tillkomst. Hans tolkningar lär dock ha varit rena fantasier.
Detsamma måste sägas om de översättningar av stycken ur De dödas bok och andra hieroglyfiska texter, som Seyffarth har framlagt i Theologische Schriften der Aegypten (1855). De väckte likväl en viss uppmärksamhet, då hans så kallade översättningar syntes både vackra och djupsinniga. Det utkom således bland annat 1860 genom E.A. Björkman en svensk översättning av hans översättning av kapitel 1—6 av De dödas bok (Blad ur Menniskoslägtets äldsta Litteratur, 1860).
Seyffarth fick inte många elever; den ende, som sökte bevisa och vidareutveckla hans system var privatdocenten Maximilian Adolph Uhlemann i Göttingen. Det måste dock anmärkas, att Seyffarth hade rätt i ett av sina påståenden, nämligen att den fornegyptiska skriften i huvudsak var en stavelseskrift.